# 容城县各级文物保护单位列表
以下为河北省保定市容城县各级文物保护单位列表。

## 全国重点文物保护单位
| 南阳遗址 | 6-10 | 古遗址 | 容城县 | 周 |  |

## 河北省文物保护单位
| 上坡遗址   |  | 古遗址 |  | 上坡村   |  |
| 晾马台遗址 |  | 古遗址 |  | 凉马台村 |  |